# Fernando Medina (diseñador gráfico)
Fernando Medina Díaz (Cádiz, noviembre de 1945) es un diseñador gráfico español. Perteneciente a la generación puente entre los últimos años de la dictadura de Franco y la transición española, ha desarrollado su experiencia viajando y trabajando por todo el mundo, y ha establecido sucesivamente sus estudios en Madrid, Montreal, Los Ángeles y Fontainebleau.

## Biografía
Después de licenciarse en la Marina, en el año 1967, ejerce como director de arte en diversas agencias de publicidad de Madrid, y descubre que su talento no es la publicidad, sino el diseño gráfico, una denominación novedosa en la España de esa época. En 1969 parte a Perú, para ampliar sus conocimientos y horizontes. Dos años después decide volver a España, haciendo una parada de varias semanas en Nueva York, donde puede pulsar el mundo profesional que tanto le fascina, y consolidar su vocación como diseñador.
Ya con su identidad profesional bien definida, mantiene su propio estudio de diseño en Madrid, entre 1971 y 1985. Durante este tiempo desarrolla su labor para importantes empresas y entidades como Iberia o el Mundial de Fútbol 1982, desarrolla la identidad visual de Ertoil, Cines Alphaville, y Liber, la Feria Internacional del Libro de Madrid, diseña carteles de cine, y empieza a forjarse una reputación internacional, apareciendo en las más importantes revistas y anuarios internacionales de diseño.
Haciendo gala de una personalidad reacia al estancamiento y en constante aprendizaje, el 1985 cierra su estudio y marcha a Montreal, donde crea la identidad visual y cartel del pabellón de Canadian National (CN) en la Expo '86 de Vancouver.  Allí empieza a desinteresarse por el trabajo de encargo y a abrirse progresivamente hacia una obra más personal. Entre 1986 y 1987 viaja a Japón y Australia, trabajando con varios diseñadores como Takenobu Igarashi en Tokio. En 1988 es seleccionado por Pentagram Design de Londres para representar a España diseñando un cartel para Polaroid. Ese mismo año funda, con su esposa Mónica Laroque, Triom Inc. como laboratorio dedicado al diseño experimental y científico. En 1989 se instala en Los Ángeles, donde establece su estudio y desarrolla múltiples proyectos personales y algunos comerciales, como objetos para el Powerhouse Museum de Sídney y para el MoMA de Nueva York, la identidad visual de la feria de Chicago NEOCON, el cartel del Capital Design Week de Washington o la identidad visual de publicaciones oficiales y cartel para la Expo'92 de Sevilla.
En 1996 recala en Fontainebleau, Francia, y desaparece de la escena del diseño para centrarse en proyectos como "Paper TIme", "Nevando Tinta" y "Trazos de África", poniendo en cuestión en carácter utilitario del diseño y respondiendo a un sentido de compromiso frente a lo que siente debe poner en evidencia, con propuestas como "Semillas Explosivas", una denuncia de las minas antipersona.
De 2011 a 2015 reside en Luanco (Asturias, España). En 2015 regresa a vivir a Montreal (Canadá).

## Exposiciones individuales
- 1997 PAPERTIME, Galerie Atski, Helsinki, Finland
- 1998 PAPERTIME, The Design Gallery, Tokio
- 1999 TRAZOS DE ÁFRICA, Pentagram Gallery, Londres
- 2000 TRAZOS DE ÁFRICA, Galerie Itinéraire, Paris
- 2001 NEVANDO TINTA, Palacio Provincial de Cádiz
- 2002 NEVANDO TINTA, Galería Caja San Fernando Jerez
- 2002 NEVANDO TINTA, Galería Imagen, Sevilla
- 2002 TRAZOS DE ÁFRICA, Galería Imagen, Sevilla
- 2010 NEVANDO TINTA, MuVIM. Museo valenciano de la ilustración y la modernidad, Valencia

## Exposiciones colectivas de diseño
- Centro Georges Pompidou, París, Francia.
- La Place des Arts, Montreal.
- Aspen, Colorado, Estados Unidos.
- Bienal Internacional del Cartel, México.
- Art Directors Club, Nueva York; Fax Art, Helsinki.
- Pilar Art, Munich.
- en:Type Directors Club, Tokio y Nueva York.
- en:Gutemberg Museum, Mainz (Alemania).
- en:Deutsches Plakat Museum, Essen, Alemania.
- Pentagram Gallery, Londres, Reino Unido.